# Kagghamra tomtområde
Kagghamra tomtområde är en tätort i södra Botkyrka kommun i Grödinge socken vid Kaggfjärden. 

## Historik
Dagens bebyggelse kallas Kagghamra tomtområde eller Kagghamra fritidsområde och består av två delar. Den södra delen hörde ursprungligen till Kagghamra gård, som är en tidigare sätesgård från medeltiden. Från säteriet leder en gammal lindallé mot Kagghamra tomtområde. Kagghamra har varit bebott alltsedan äldre järnåldern. Här finns ett fornlämningsrikt kulturlandskap med fornborgar och gravfält.
I SCB:s befolkningsstatistik var den till 2018 uppdelad i småorterna Kagghamra (norra delen) och Kagghamra (södra delen). SCB avgränsade från år 2000 även två fritidshusområden som med vissa mindre avvikelser överensstämmer med småorterna.
Från 2018 räknas hela området som en gemensam tätort, benämnd Kagghamra tomtområde

## Dagens bebyggelse
Idag består Kagghamra fritidsområde av bebyggelse med ungefär 200 fritidshus; några av dessa har under senare år övergått till boende av mera permanent karaktär med omkring 250 fast boende personer. Tomterna varierar mellan 2000 och 3000 m². Området har idag kommunalt VA.

## Bilder

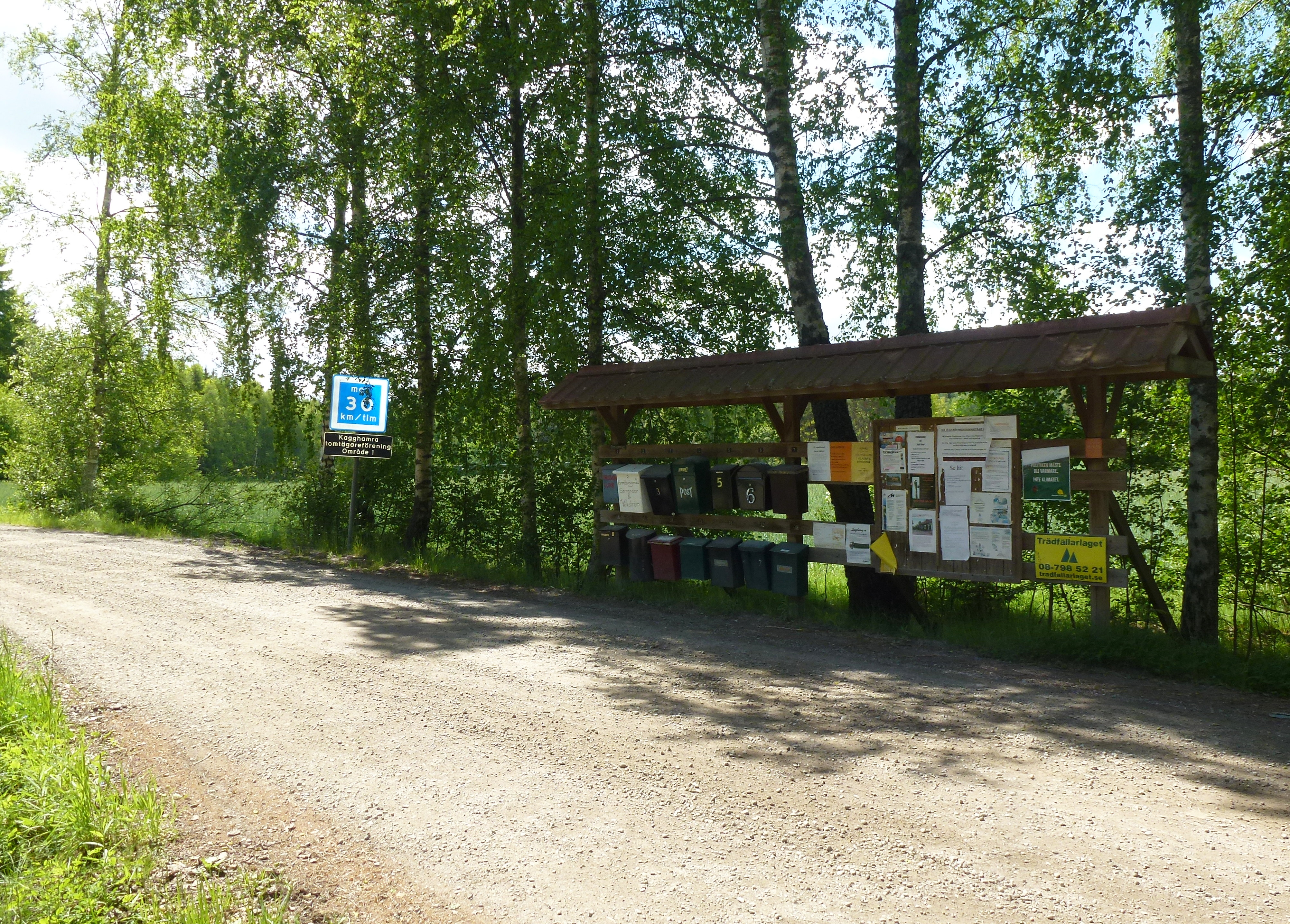
Postlådor och information
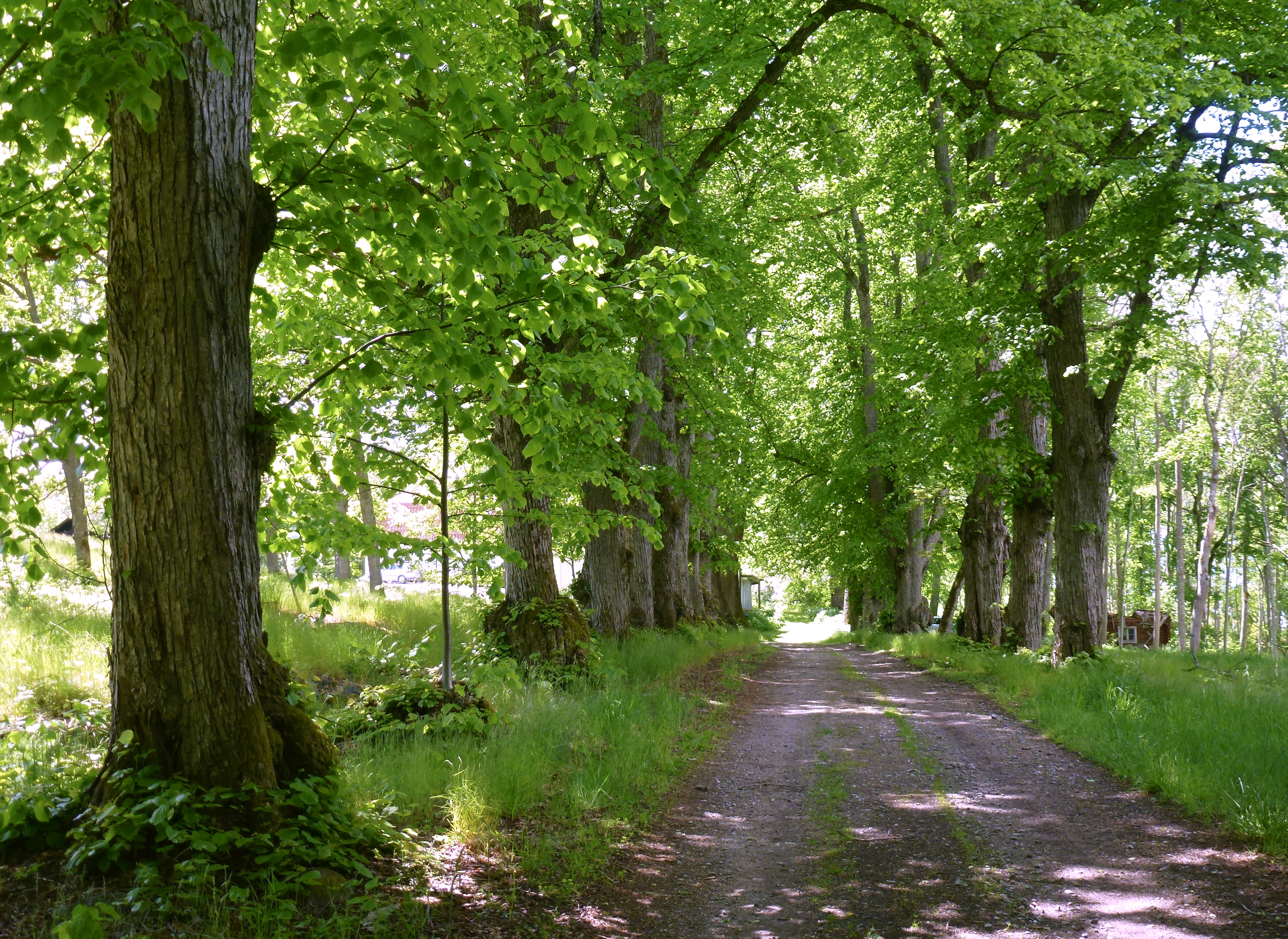
Allén till Kagghamra gård
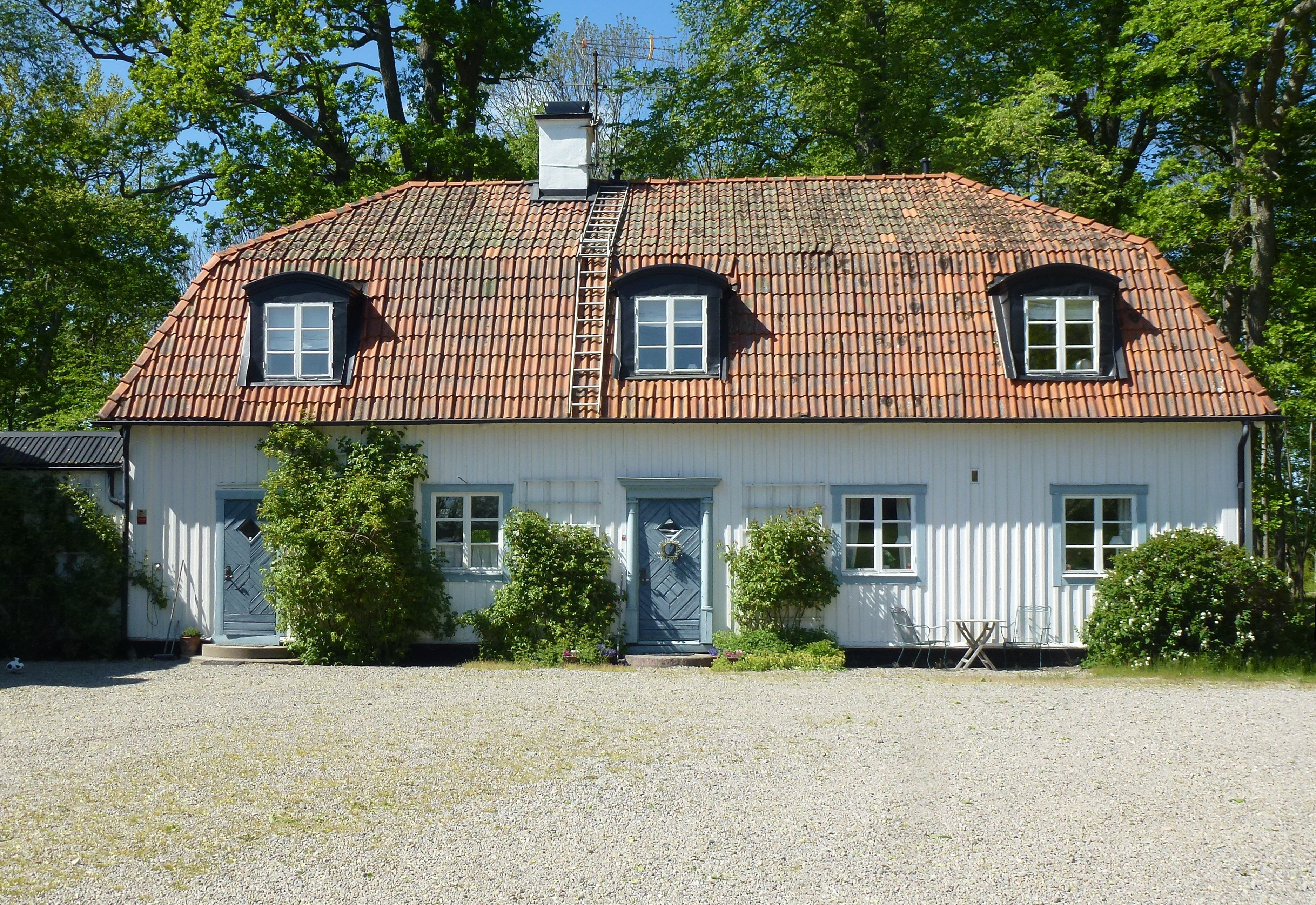
Kagghamra gård